# Мозаика Тесея
«Мозаика Тесея» (нем. Theseusmosaik) — древнеримская напольная мозаика. Создана в IV веке. Хранится в Коллекции греческих и римских древностей в Музее истории искусств, Вена (ин. номер II 20).
Обнаружена в 1815 году на полу римской виллы в Лойгерфельдерне (нем. Loigerfeldern) под Зальцбургом, Австрия. На мозаике изображены сцены из легенд о герое древнегреческой мифологии Тесее.
Согласно древнегреческому мифу, Ариадна, дочь критского царя Миноса, влюбилась в молодого Тесея, когда тот приплыл из Афин, чтобы убить Минотавра, чудовище с человеческим туловищем и бычьей головой, и освободить афинских юношей и девушек, которые ежегодно приносились ему в жертву. С помощью Ариадны герою удалось уничтожить монстра в лабиринте, из которого он вышел по клубку с нитью. Тесей пообещал жениться на Ариадне, после чего они отплыли в Афины. Однако, Тесей оставил Ариадну на острове Наксос, где ее забрал к себе влюбленный в нее бог вина Дионис.
В центре мозаики находится сцена, изображающая убийство Тесеем Минотавра. Критский лабиринт своими дорожками охватывает почти всю мозаику крупным орнаментом. Тесею безопасно удается выбраться из лабиринта благодаря красной нити, которую ему дает Ариадна, что показывает сцена слева. В верхней части мозаики находится сцена с прибытием Тесея в Афины. Тесей забыл заменить черные паруса, под которыми корабль плыл на Крит, белыми в знак своего успеха. Отец Тесея Эгей, увидев черные паруса, подумал, что сын погиб, и в отчаянии бросился в море, которое после этого стало называться Эгейским. Сцена справа изображает Ариадну в отчаянии на острове Наксос.